# Graničar (tjednik)
Graničar – Tjednik za Zemun i Srijem bio je hrvatski tjednik iz Zemuna i Vinkovaca. Izlazio je 1942., 1943. i 1944. godine u Zemunu, a 1945. u Vinkovcima kao Graničar – Tjednik za Sriem. Sadržaj su bile vijesti i ustaški propagandni tekstovi.

## Zemun
Izlazile su u Zemunu od 1. siječnja 1942. do 7. listopada 1944. godine, kao tjednik za Zemun i Srijem, u izdanju Ustaškog nakladnog zavoda iz Zagreba. 
Glavni urednik mu je bio Gustav Krklec. Za Graničar su članke pisali Krklec, Sekula Drljević, Petar Grgec, Vladimir Nazor  i dr. List je u svojoj tiskari tiskao Stevan Filipesko, kao i bilten za njemačku vojsku. 
Jeseni 1944. sovjetske snage i Titovi partizani ulaze u Zemun. Graničaru je premješteno mjesto izlaženja u Vinkovce.

## Vinkovci
Izlaženje su obnovile u Vinkovcima 10. veljače 1945. uz podnaslov "Tjednik za Sriem".  Izdavač je bilo Vojno operativno zapovjedničtvo Iztok. U Vinkovcima su tiskane u Građanskoj tiskari u Vinkovcima. Uređivali su ih V. Justić i M. Bosančić. Izlazio je sve do pada NDH u Vinkovcima 13. travnja 1945. godine, a zadnji broj je bio 9. broj koji je izašao 10. travnja 1945. godine.